# Sturmabteilung Koch
Sturmabteilung Koch je bila specialna padalska enota v sestavi Luftwaffe (Wehrmacht) med drugo svetovno vojno.
Enota je bila ustanovljena posebej z namenom zavzetja oz. uničenja belgijskih fortifikacij med izvedbo invazije na Francijo.

## Organizacija
- štab
- Sturmgruppe Stahl (Jurišna skupina Jeklo)

- naloga - zavzetje mostu pri Veldwezeltu
- 9 jadralnih letal
- 1 častnik in 91 vojakov

- Sturmgruppe Beton (Jurišna skupina Beton)

- naloga - zavzetje mostu pri Vroenhovenu
- 11 jadralnih letal
- 5 častnikov in 129 vojakov

- Sturmgruppe Eisen (Jurišna skupina Železo)

- naloga - zavzetje mostu pri Kannu
- 10 jadralnih letal
- 2 častnika in 88 vojakov

- Sturmgruppe Granit (Jurišna skupina Granit)

- naloga - zavzetje Fort Eben Emaela
- 11 jadralnih letal
- 2 častnika in 84 vojakov

## Poveljstvo
Poveljnik
- Stotnik (nato major) Walter Koch

## Pripadniki
Nosilci viteškega križca železnega križca
| Št. | Čin              | Ime              | Datum podelitve         |
| 1.  | Stotnik          | Walter Koch      | 10. maj 1940            |
| 2.  | Nadporočnik      | Rudolf Witzig    | 10. maj 1940            |
| 3.  | Nadporočnik      | Gustav Altmann   | 10. maj 1940            |
| 4.  | Poročnik         | Egon Delica      | 12. maj 1940            |
| 5.  | Nadporočnik      | Walter Kiess     | 12. maj 1940            |
| 6.  | Poročnik d. Res. | Joachim Meissner | 12. maj 1940            |
| 7.  | Poročnik         | Gerhard Schacht  | 12. maj 1940            |
| 8.  | Poročnik         | Martin Schächter | 12. maj 1940 (posmrtno) |
| 9.  | Podčastnik       | Hellmut Arpke    | 13. maj 1940            |
| 10. | Oberarzt         | Rolf Jäger       | 13. maj 1940            |
| 11. | Poročnik         | Helmut Ringler   | 15. maj 1940            |
| 12. | Nadporočnik      | Otto Zierach     | 15. maj 1940            |